# Gymnocalycium frankianum
Gymnocalycium frankianum là một loài thực vật có hoa trong họ Cactaceae. Loài này được Rausch ex H.Till & Amerh. mô tả khoa học đầu tiên năm 2007.